# 西酒屋
西酒屋（にしさかや）は、新潟県新潟市南区の町字。郵便番号は950-1402。

## 概要
1889年（明治22年）から現在の大字。信濃川左岸に位置する。
もとは江戸時代から1889年（明治22年）まであった西酒屋村の区域の一部で、信濃川対岸の酒屋村と区別し、西を冠した。

### 隣接する町字
北から東回り順に、以下の町字と隣接する。
- 獺ケ通
- 犬帰新田
- 大郷

※信濃川を挟んで江南区酒屋町、秋葉区覚路津と隣接。

## 歴史
検地は1678年（延宝6年）。1877年（明治10年）に獺ヶ通新田と庄助新田を合併。

### 編入した村・新田
1889年（明治22年）以前に、以下の村・新田を編入。
庄助新田（しょうすけしんでん）
江戸時代から1877年（明治10年）まであった新田名。信濃川左岸に位置する。
1668年（寛文8年）に開発され、のちに大郷村から分村。分村年代は不明。1877年（明治10年）に西酒屋村の一部となる。
頭内新田
西酒屋村の枝郷とされるが、詳細は不明。

### 年表
- 1889年（明治22年）4月1日 : 合併により大郷村の大字となる。
- 1955年（昭和30年）3月31日 : 合併により白根町の大字となる。
- 1959年（昭和34年）6月1日 : 白根町の市制施行により、白根市の大字となる。
- 2005年（平成17年）3月21日 : 合併により新潟市の大字となる。
- 2007年（平成19年）4月1日 : 新潟市の政令指定都市移行により、南区の大字となる。

## 世帯数と人口
2018年（平成30年）1月31日現在の世帯数と人口は以下の通りである。
| 大字   | 世帯数 | 人口 |
| ------ | ------ | ---- |
| 西酒屋 | 20世帯 | 67人 |

## 小・中学校の学区
市立小・中学校に通う場合、学区は以下の通りとなる。
| 番地 | 小学校             | 中学校               |
| ---- | ------------------ | -------------------- |
| 全域 | 新潟市立大鷲小学校 | 新潟市立白根北中学校 |